# Elsa Krug
Elsa Krug (* im 19. Jahrhundert; † im 20. Jahrhundert) war Arbeiterin und Politikerin (USPD).

## Leben
Elsa Krug lebte als Hausfrau in Gotha. Nach der Novemberrevolution schloss sie sich 1918 der USPD an und kandidierte für diese am 25. Februar 1919 für die Landesversammlung des Freistaates Gotha. Nachdem der Landtag das Mandat von Gottfried Esser für ungültig erklärt hatte, da Esser mit seinem Rufnamen Fritz Esser und nicht mit seinem bürgerlichen Namen Gottfried Esser kandidiert hatte, rückte Elsa Krug in den Landtag nach. Bei den vorgezogenen Neuwahlen am 30. Mai 1920 wurde sie nicht wiedergewählt.
Bei der Wahl zum ersten Thüringer Landtag am 20. Juni 1920 kandidierte sie auf Platz 9 der Liste der USPD, wurde aber ebenfalls nicht gewählt.